# جيسي غرير
جيسي غرير (بالإنجليزية: Jesse Greer)‏ هو كاتب أغاني وملحن أمريكي، ولد في 26 أغسطس 1896، وتوفي في 4 أكتوبر 1970.

## وصلات خارجية
- جيسي غرير على موقع IMDb (الإنجليزية)
- جيسي غرير على موقع ميوزك برينز (الإنجليزية)
- جيسي غرير على موقع قاعدة بيانات برودواي على الإنترنت (الإنجليزية)